# Lexus CT
Lexus CT (яп. レクサス・CT, Хепбёрн: Rekusasu CT) — компактный гибридный хэтчбек премиум-класса марки Lexus, люксового подразделения Toyota. Единственная модель в линейке CT — 200h, основана на трансмиссии Toyota Prius и шасси на платформе Toyota MC, это первый одновременно люксовый компактный хэтчбэк-гибрид и первая серийная модель в новом дизайне «Spindle Grille» в семействе Lexus. Автомобиль дебютировал в марте 2010 года на Женевском автосалоне, через шесть месяцев после презентации концепт-кара LF-Ch на Франкфуртском автосалоне. В первую очередь, модель была ориентирована на европейский рынок, но продавался по всему миру и была представлен для рынка Северной Америки на Нью-Йоркском международном автосалоне в апреле 2010 года. Были запантентованы названия CT200h, CT300h и CT400h. Дизайн был утверждён в 2008 г. и запатентован 11 сентября 2009 г. Главный дизайнер — Такэси Танабэ, конструктор — Осаму Садаката.
Производство CT 200h началось в конце декабря 2010 года, вскоре после этого начались европейские продажи (в марте 2011 года). Продажи в Японии начались 12 января 2011 года, в США — в марте 2011 года, в Украине — 13 марта 2011, в России — 12 апреля 2011.
Lexus CT был снят с производства в США после двух рестайлингов (2014 и 2017 года) в 2017 году. В России Lexus CT200h продавался до 2016 года, продажи были прекращены из-за низкого спроса. В Украине продажи были остановлены 27 января 2016 года. Продажи продолжались на рынках Великобритании, Западной Европы, Японии и Австралии. В Европе и Великобритании модель продавалась до конца 2020 года, в Австралии — по ноябрь 2021 года. В октябре 2022 года производство модели будет полностью прекращено после выпуска специальной «прощальной» комплектации Cherished Touring для японского рынка с ценой около 36 тысяч долларов. За все время было продано около 380.000 единиц модели в 65 странах.
Обозначенный код модели A10, при оснащении бензиновым двигателем серии ZR с гибридной установкой CT известен как ZWA10. «CT» означает «Creative Touring», а «200h» означает производительность гибрида, равную производительности обычного 2,0-литрового двигателя. Однако некоторые импортеры Lexus используют бэкронимическое название «Compact Touring».
В апреле 2020 года британское издание What Car? составило рейтинг самых надежных гибридных авто, на вершине рейтинга с показателем надежности 99,5 % расположился Lexus CT 2011 модельного года.
В октябре 2022 года производство модели прекращено с выпуском специальной комплектации Cherished Touring для японского рынка с ценой около 36 тысяч долларов.

## Прототип

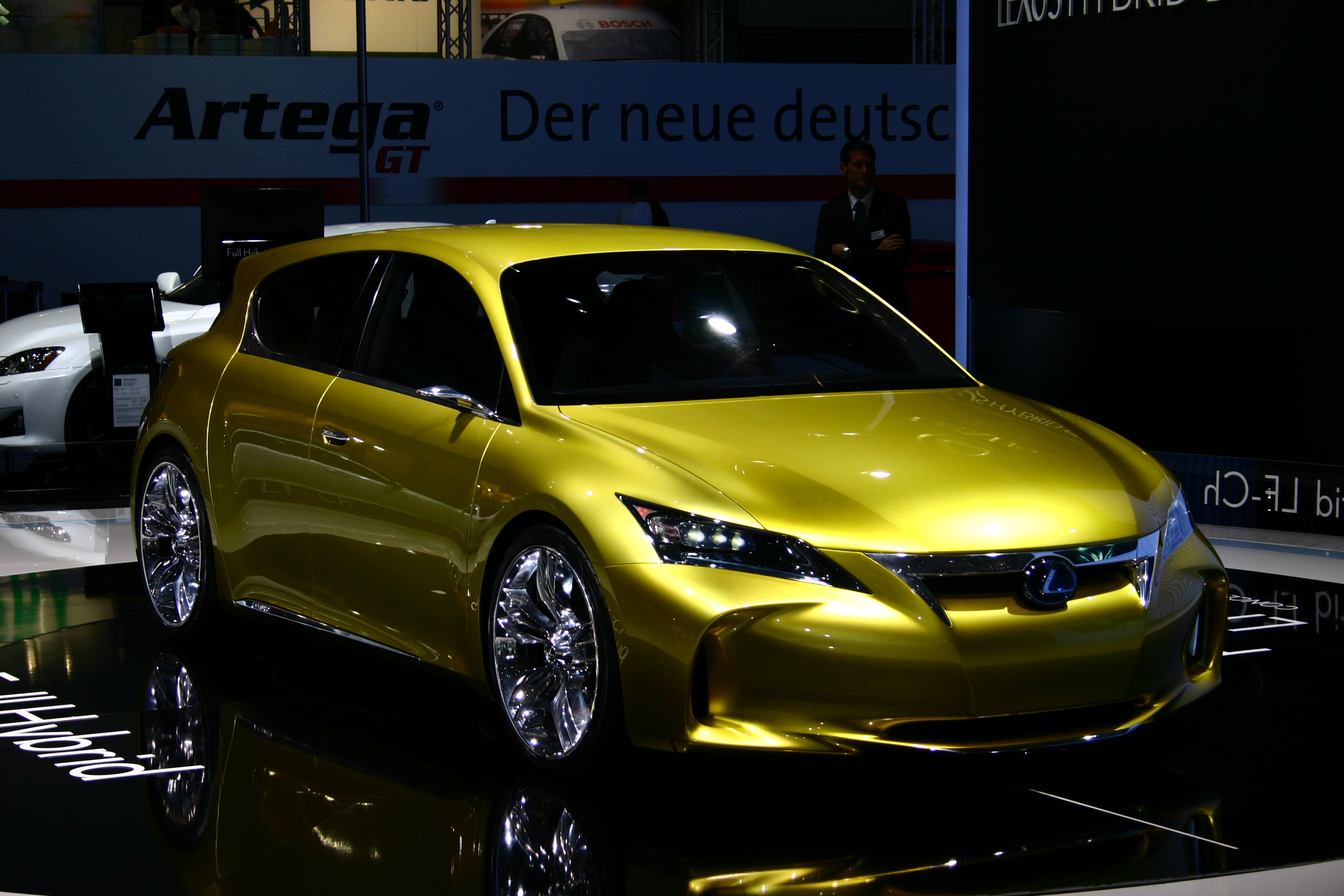
Концепт Lexus LF-Ch, показанный на Франкфуртском автосалоне 2009 года

Lexus LF-Ch был впервые представлен на Франкфуртском автосалоне в сентябре 2009 года и стал прототипом будущей модели Lexus CT, представленной в течение полугода.
Спроектирован калифорнийской студией Calty Design Research Inc, пренадлежащей Toyota.

## Производство и продажи
C 2011 по 2018 год на конвейере завода в Мияваке было сделано свыше 300 тысяч машин, из которых 77 тысяч пришлось на Европу, а 93 тысячи ― на США. В первый год в Европе было продано 4742 автомобиля, в США же был реализован 14 381 автомобиль. Мировые продажи к ноябрю 2012 года достигли 122 000, что сделало Lexus CT 200h вторым по количеству продаж из гибридных автомобилей Lexus, уступив только Lexus RX400h и Lexus RX450h. Пик продаж в Европе и США пришёлся на 2012—2014 годы (10-17 тысяч машин ежегодно).
Из одного миллиона гибридных автомобилей, проданных Lexus с 2005 по 2016 год на CT200h пришлось 26,7 %.
В Германии было продано 5111 автомобилей (с 2011 по 2020 год), в России за пять лет удалось реализовать лишь 914 автомобилей.

## Рестайлинги
Дорестайлинг

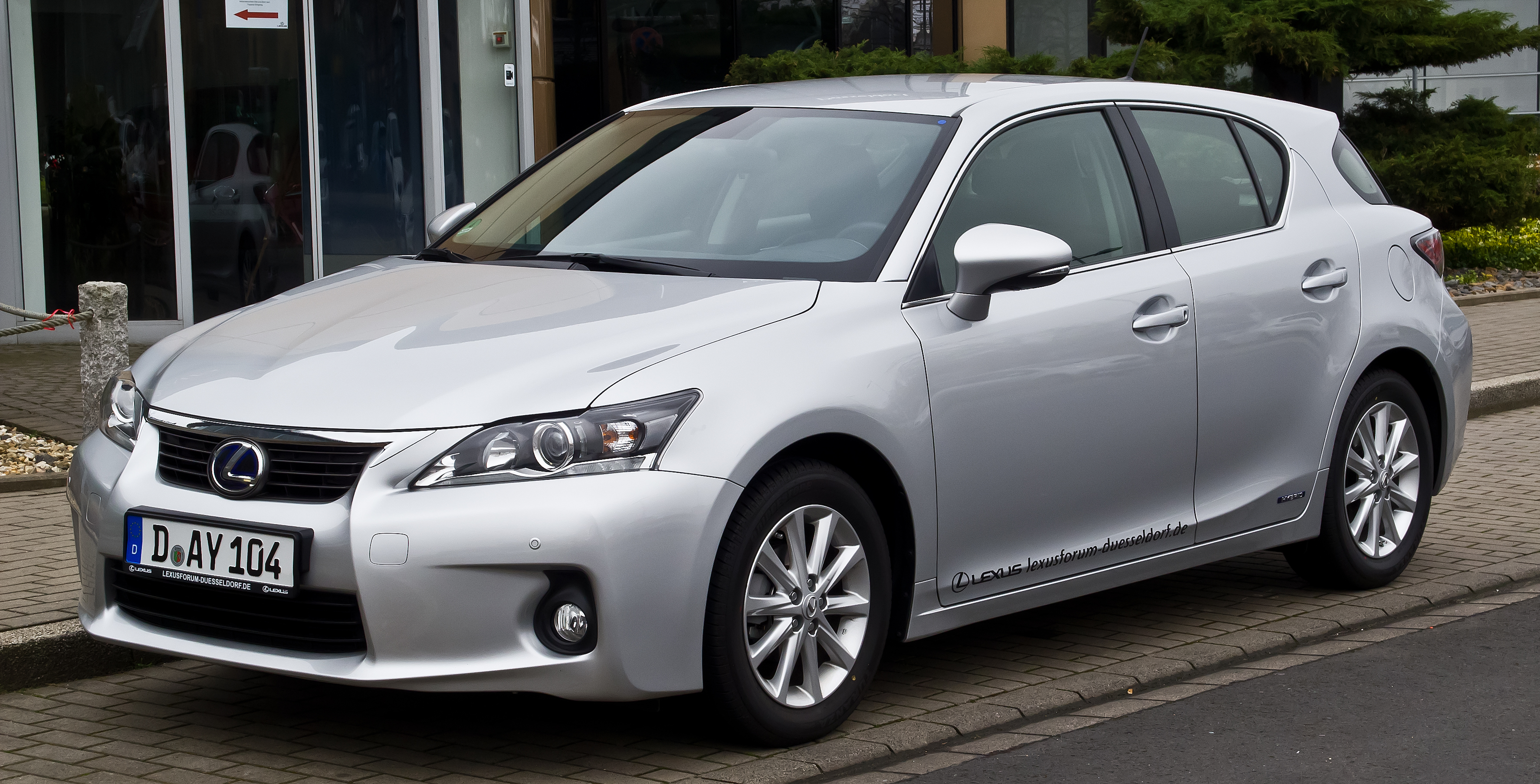
CT 200h Executive
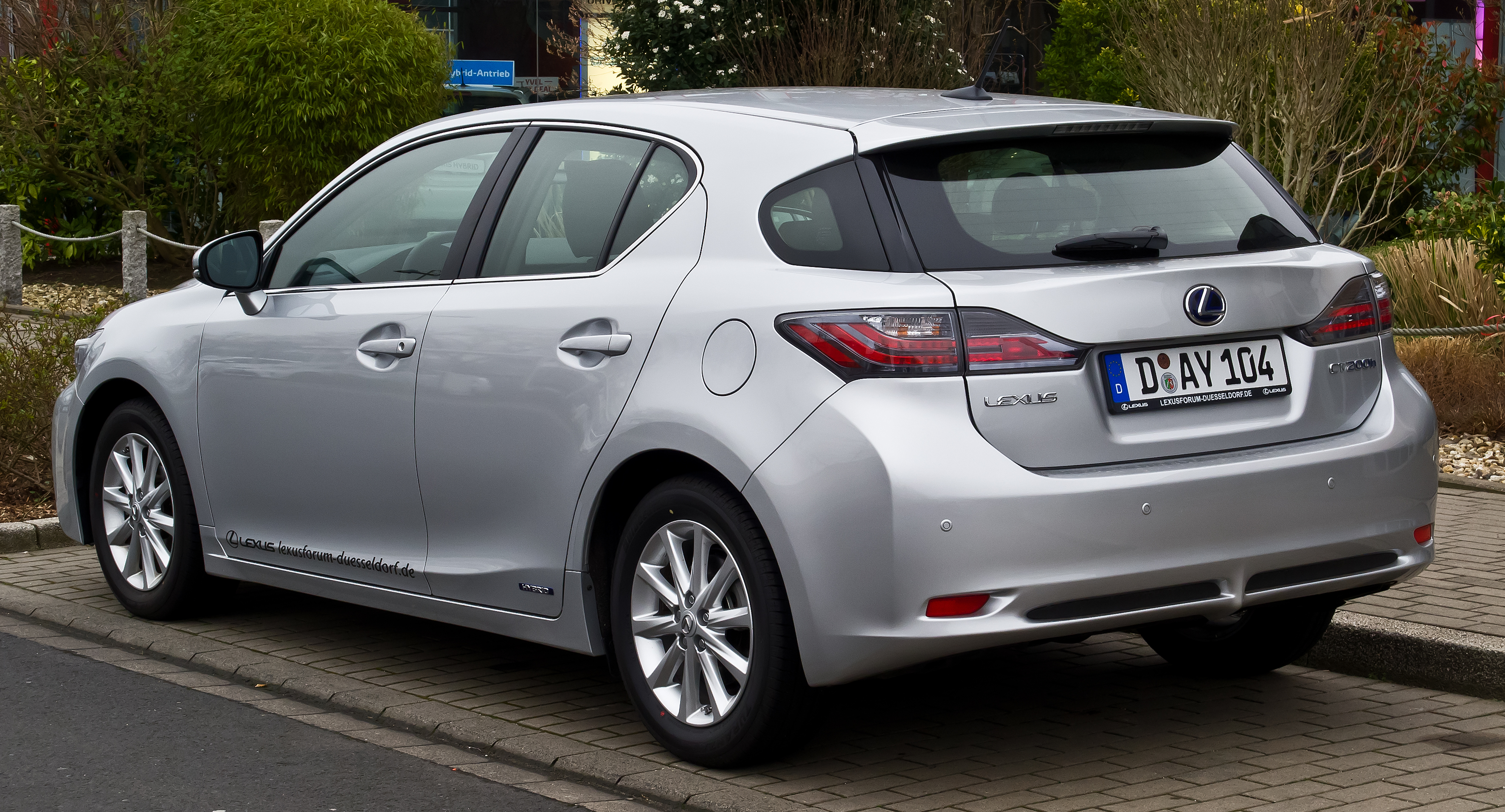
CT 200h Executive
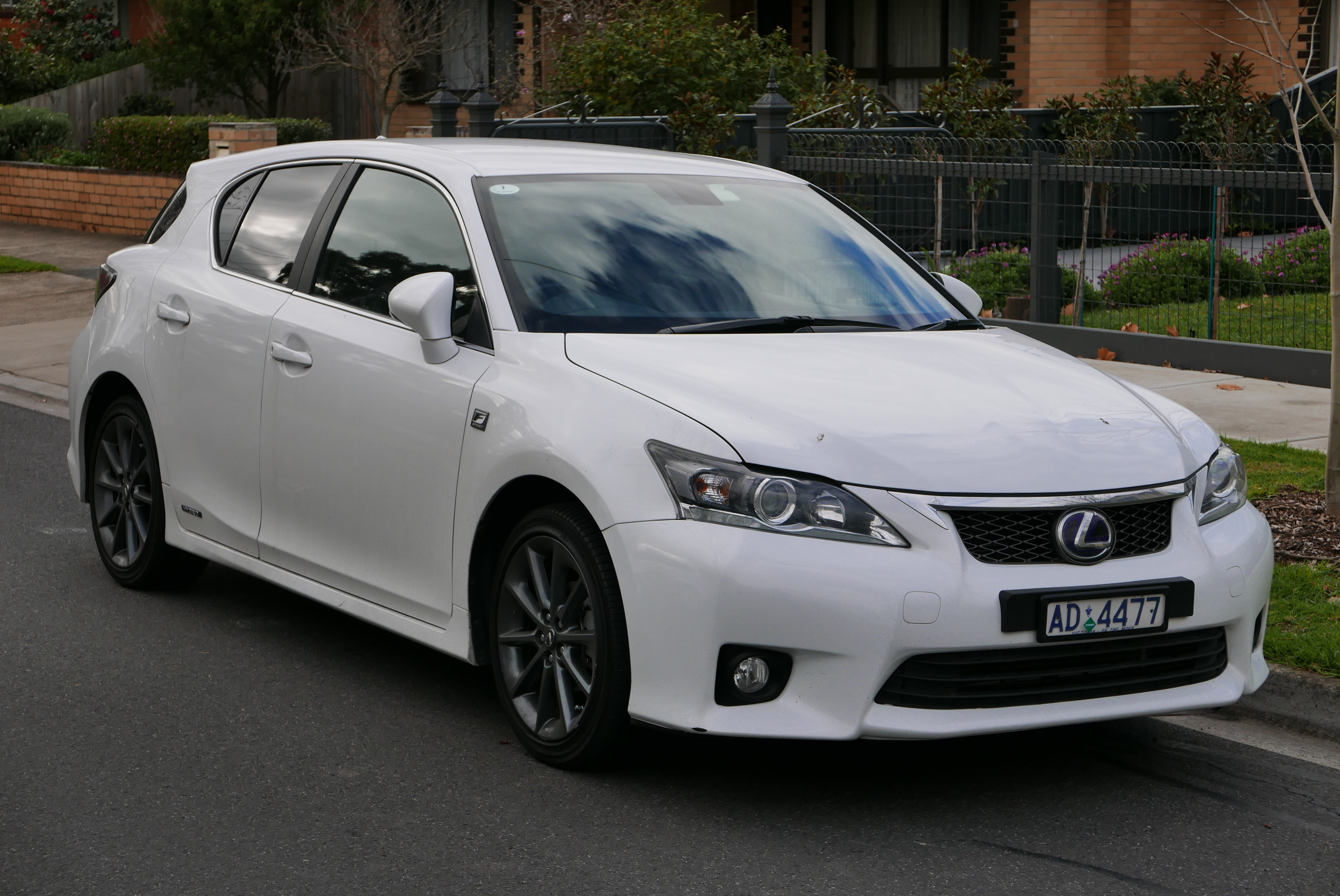
CT 200h F Sport
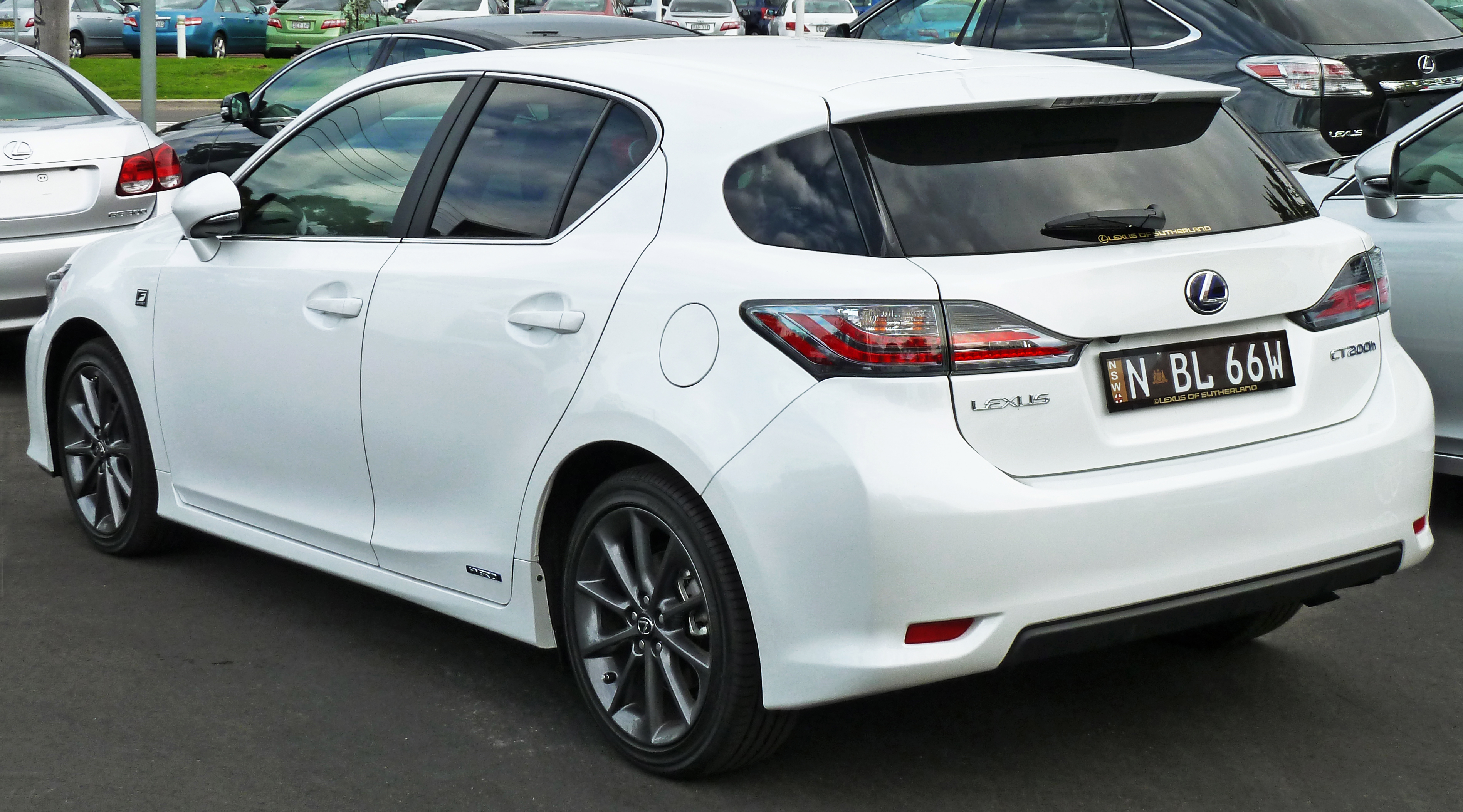
CT 200h F Sport

Первый рестайлинг

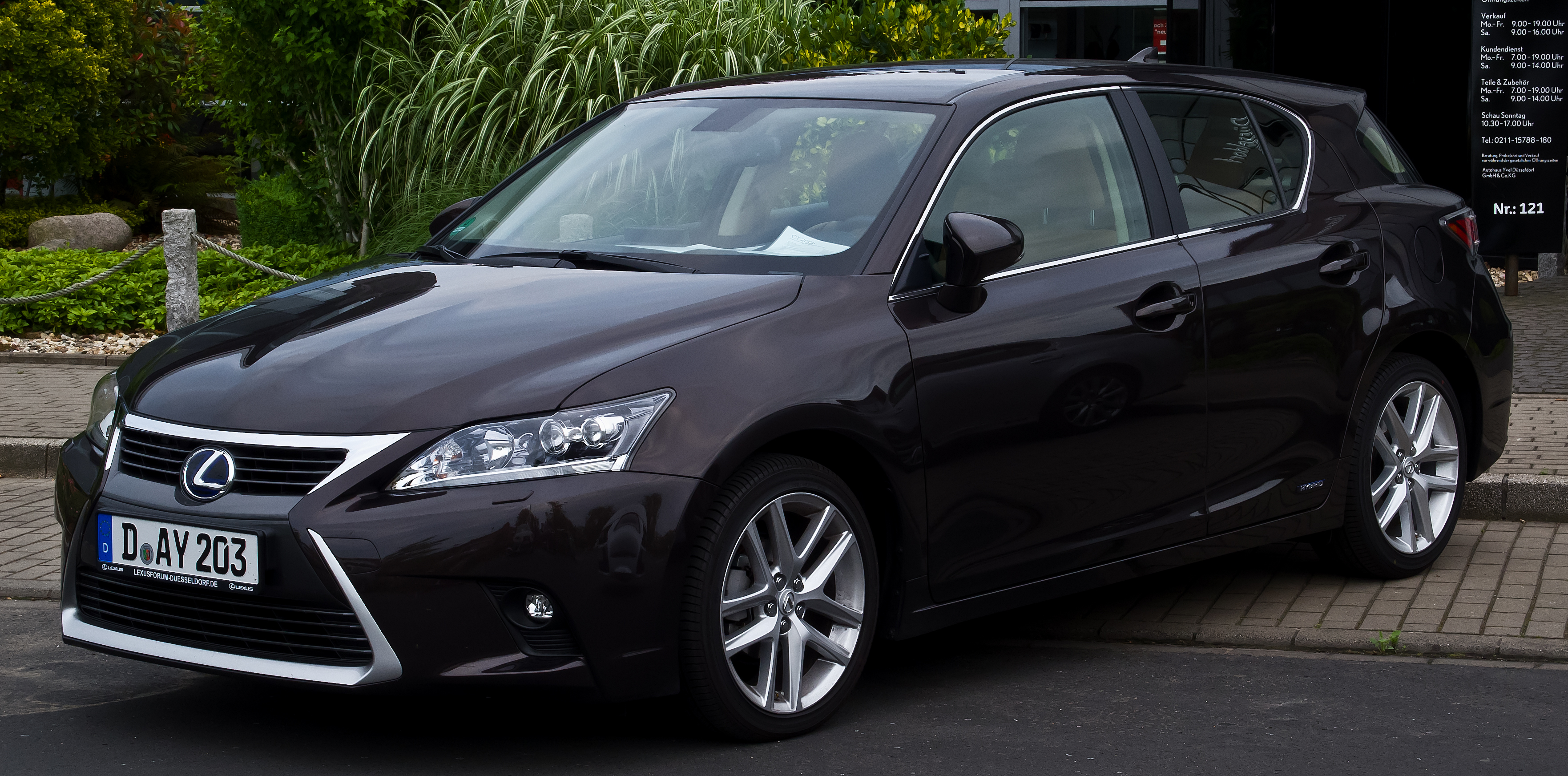
CT 200h Luxury
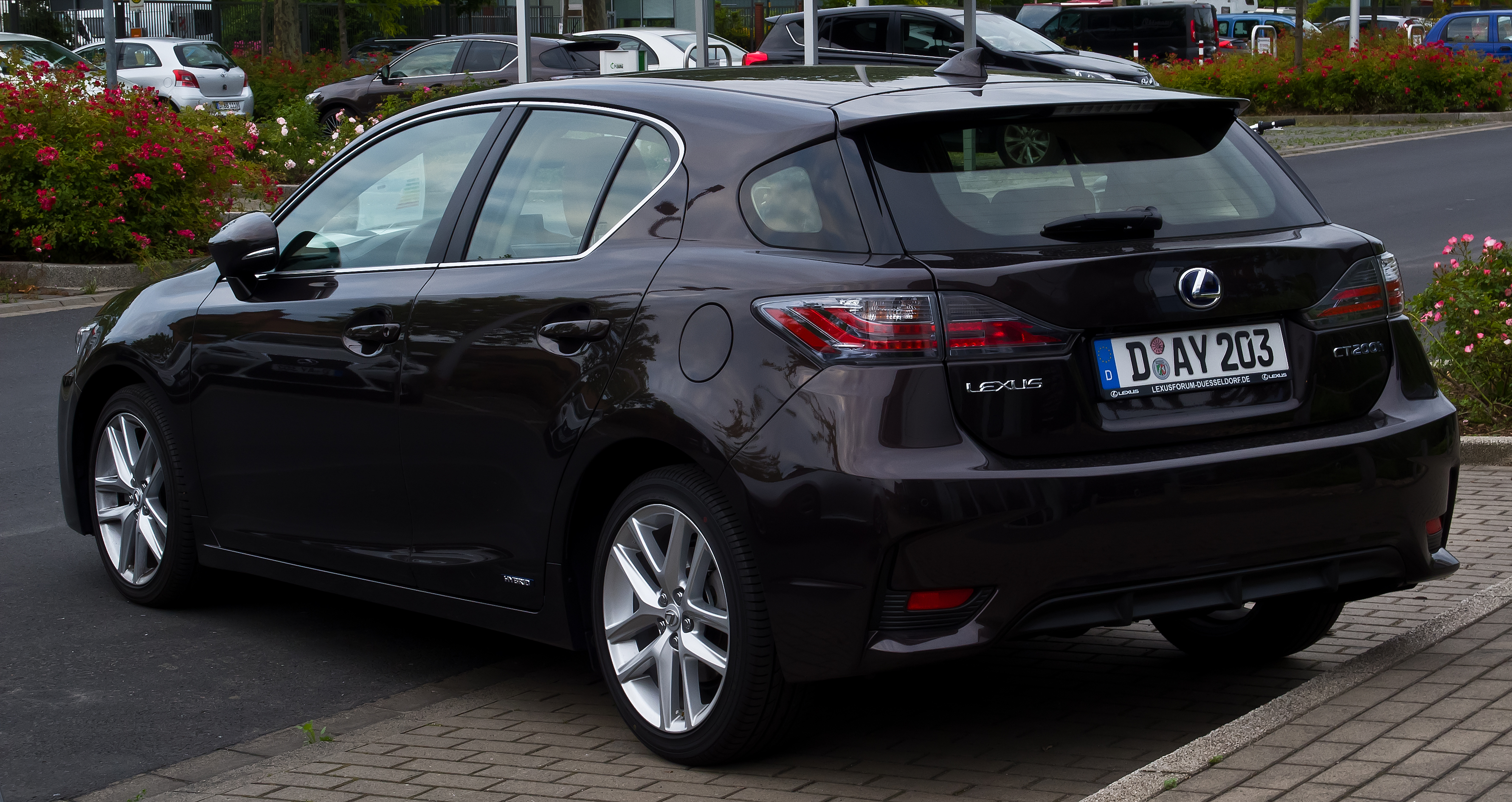
CT 200h Luxury
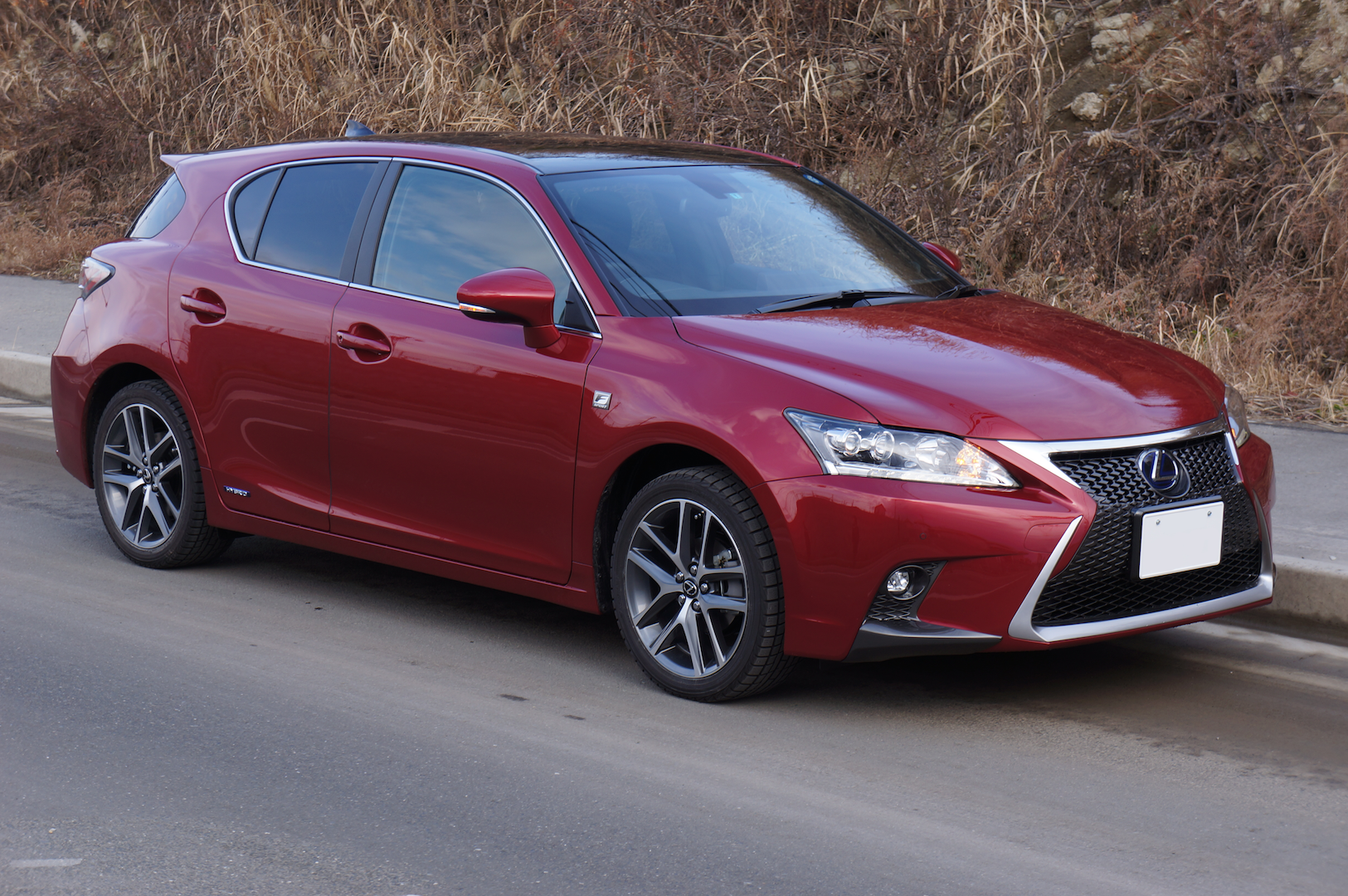
CT 200h F Sport
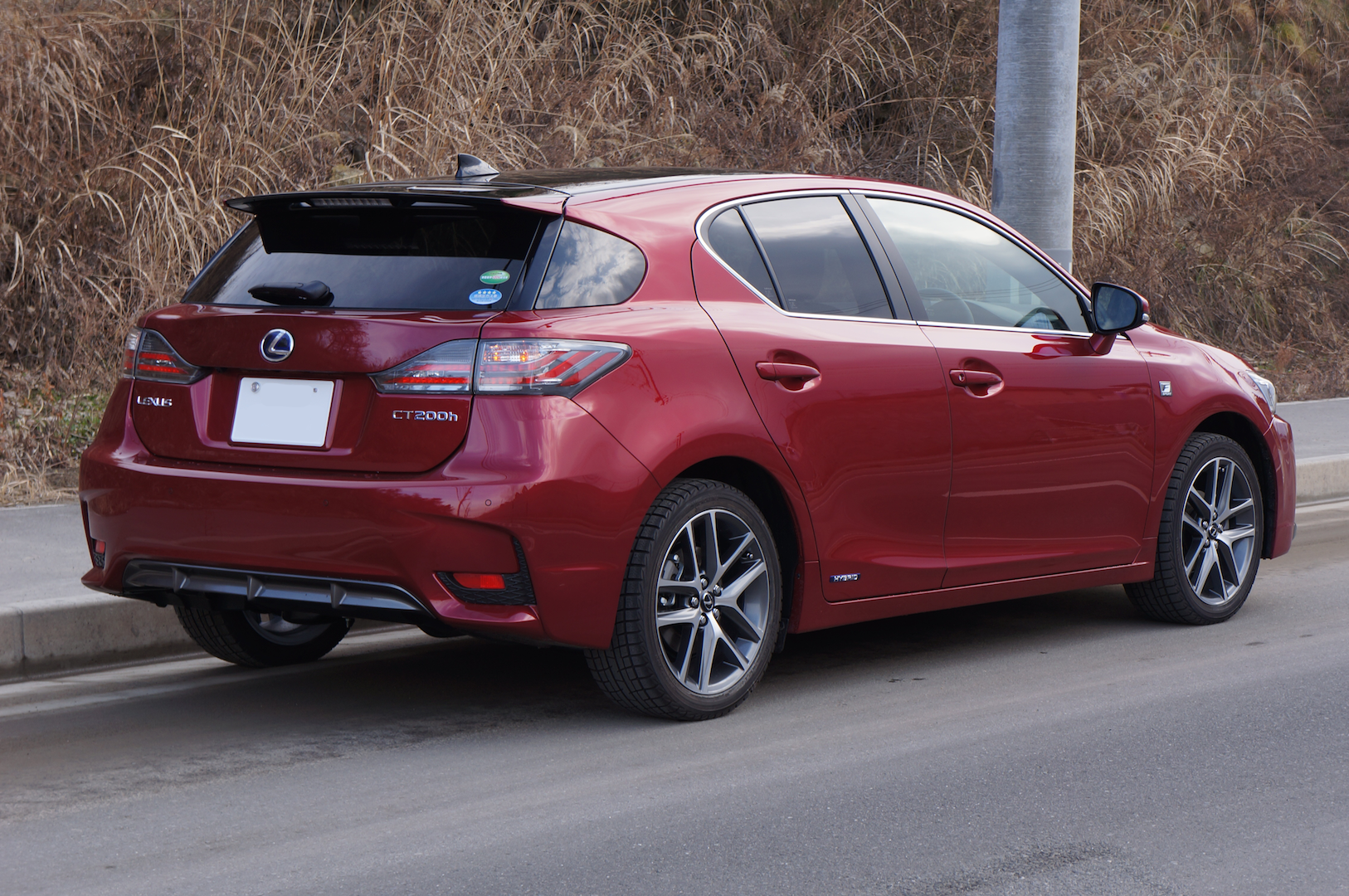
CT 200h F Sport

Второй рейстайлинг

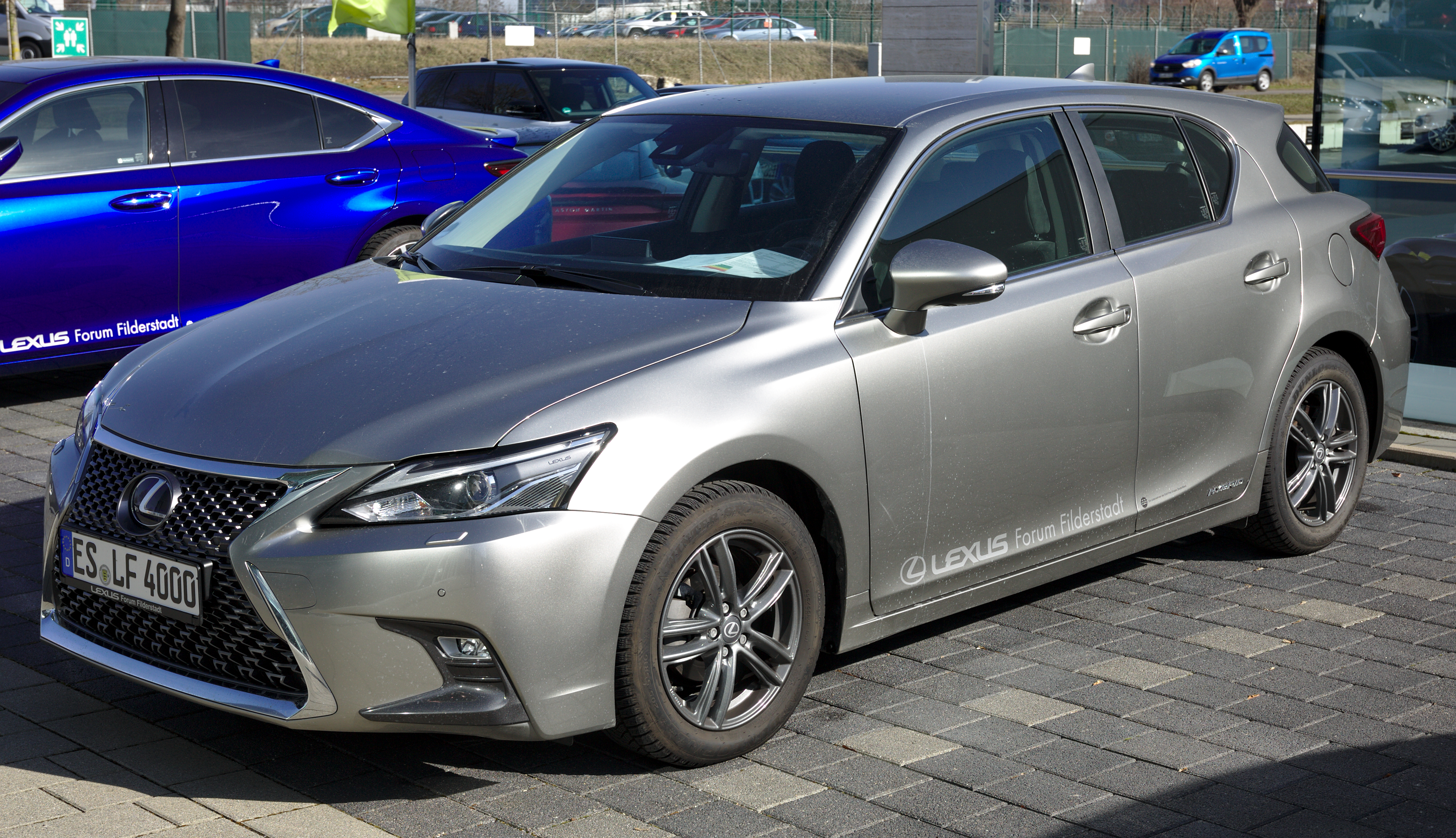
CT 200h
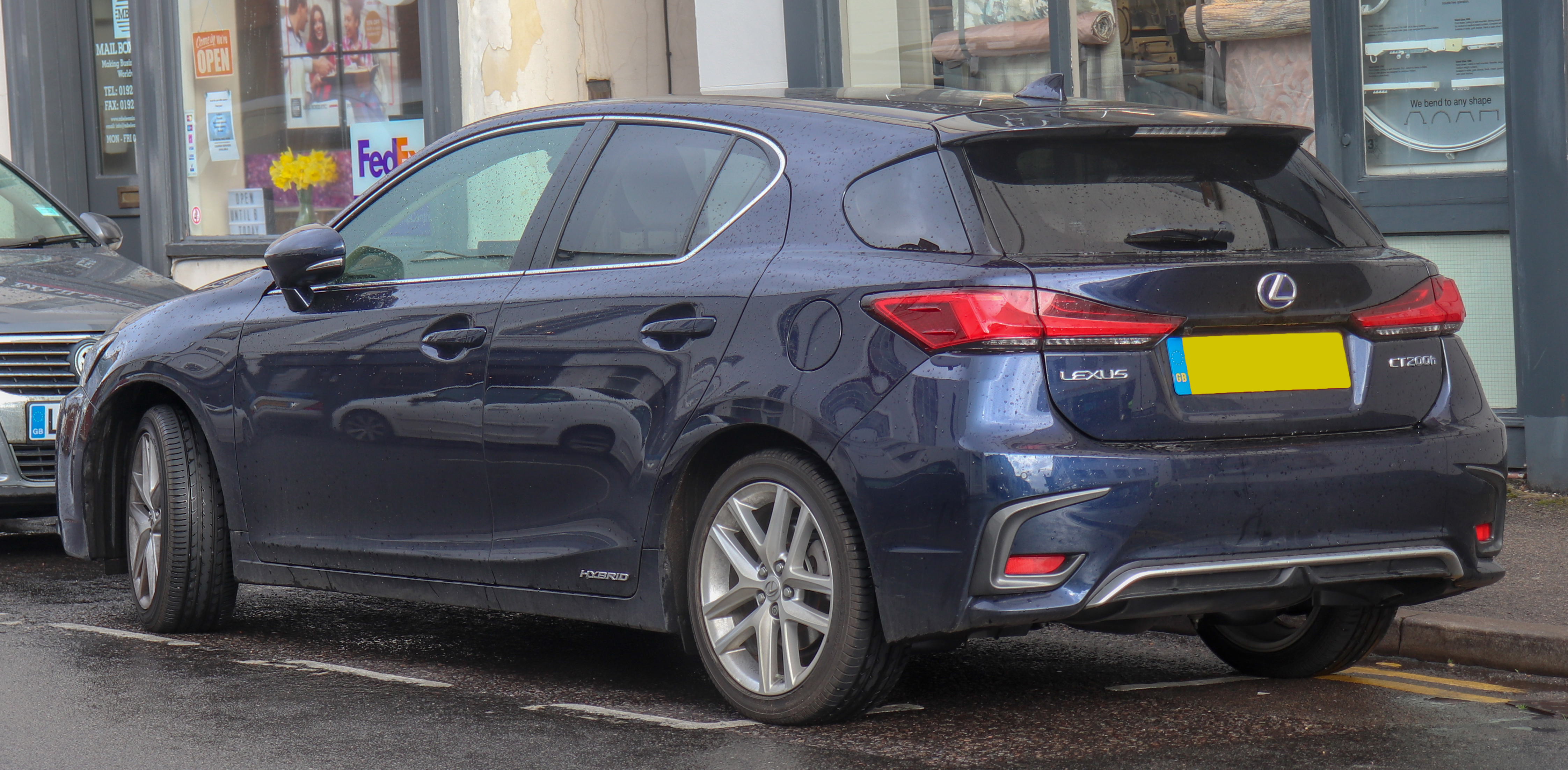
CT 200h Premier
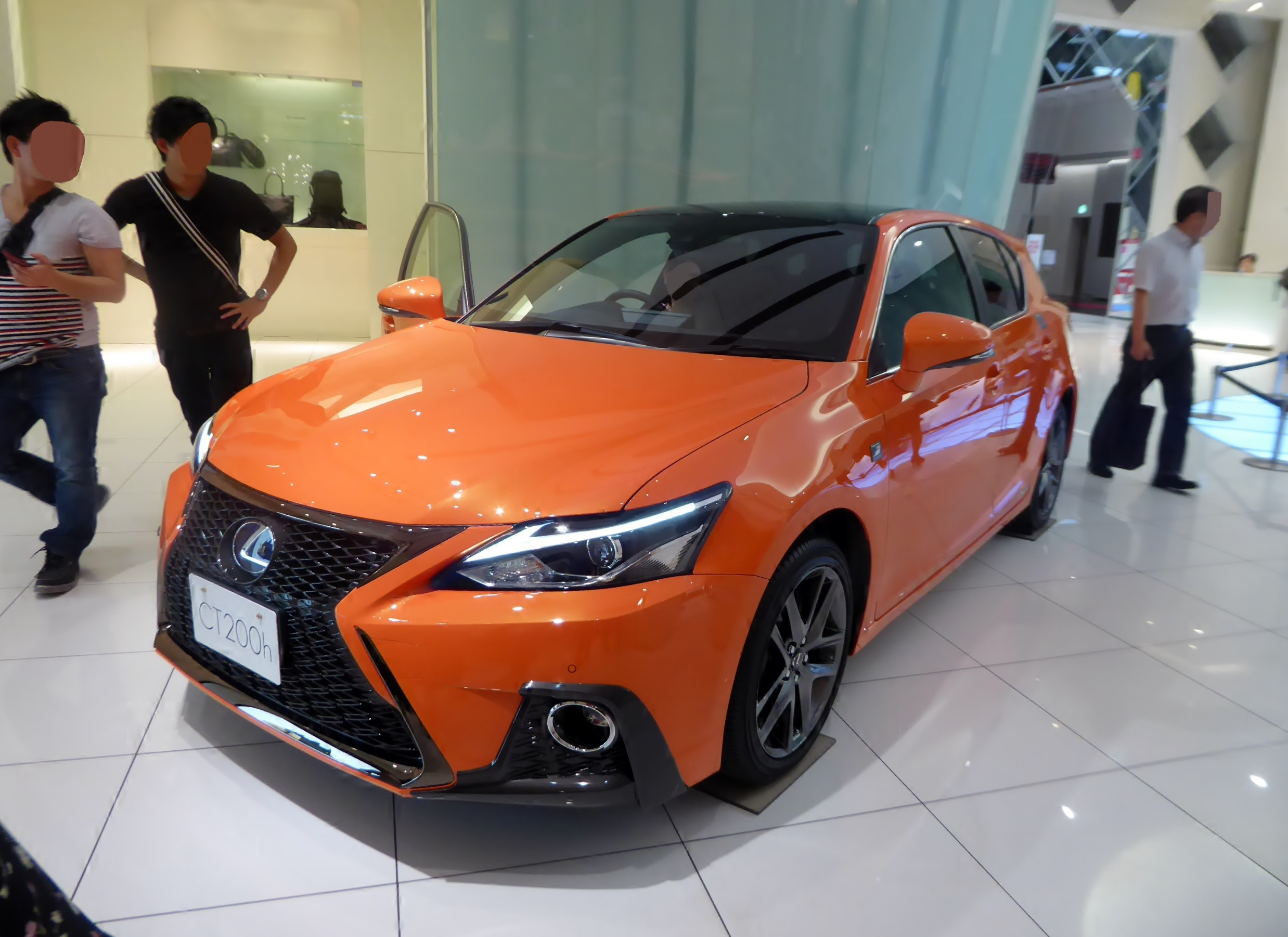
CT 200h F Sport
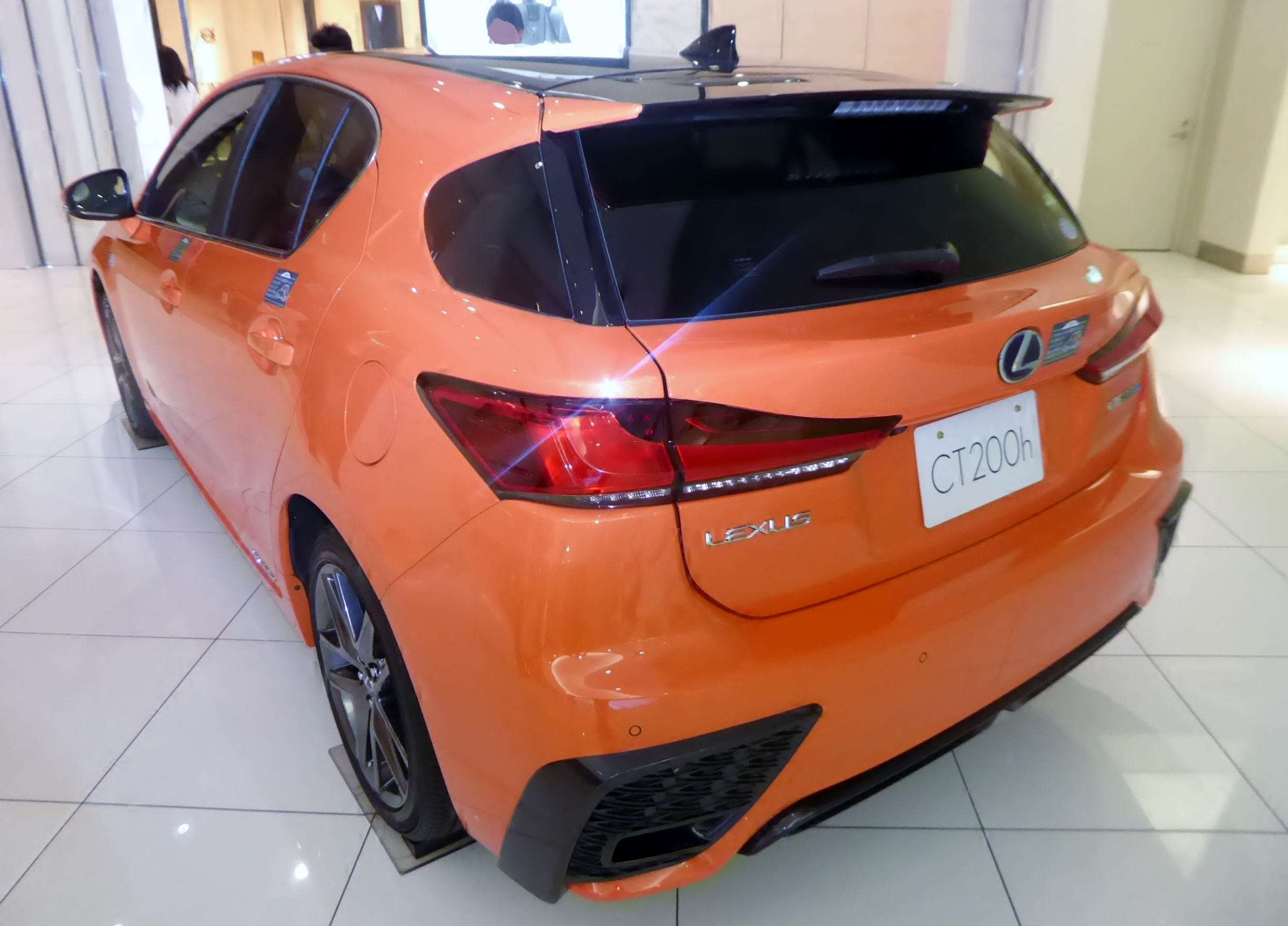
CT 200h F Sport

Обновленный CT 200h в новом фирменном стиле «Spindle Grill» был представлен в ноябре 2013 на автосалоне в китайском городе Гуанчжоу. После рестайлинга модель получила новую решетку радиатора, выполненную в стилистике других моделей марки, переделанный задний бампер и модернизацию электронного оборудования. Также были пересмотрены настройки подвески автомобиля. Цена стала ниже на 10 %.
Модель CT200h 2014 модельного года также предлагалась с новыми 16- или 17-дюймовыми легкосплавными дисками с пятью сдвоенными спицами и антенной на крыше в форме акульего плавника, также к палитре из десяти уже предлагаемых цветов кузова добавился цвет Rouge Magma.
На фоне снижающихся продаж Lexus CT подвергся второму рестайлингу в 2017. Как и в 2014, наибольшие изменения претерпела передняя часть автомобиля. Изменениям также подверглись фары, противотуманные фонари, задние фонари, экран мультимедийной системы. Рестайлинговая модель была представлена на автосалоне во Франкфурте.

## Характеристики
Lexus CT200h оснащается 1,8-литровым четырёхцилиндровым бензиновым двигателем VVT-i (2ZR-FXE), используемым на Auris и Prius, мощностью 73 кВт (99 л. с.) и крутящим моментом 142 Н·м, вкупе с электрическим двигателем они образуют гибридную силовую установку. Общая мощность гибридной системы составляет 100 кВт (136 л. с.), а крутящий момент 207 Н·м. Согласно информации производителя, расход топлива CT200h в комбинированном цикле составляет 4.1 л/100 км.

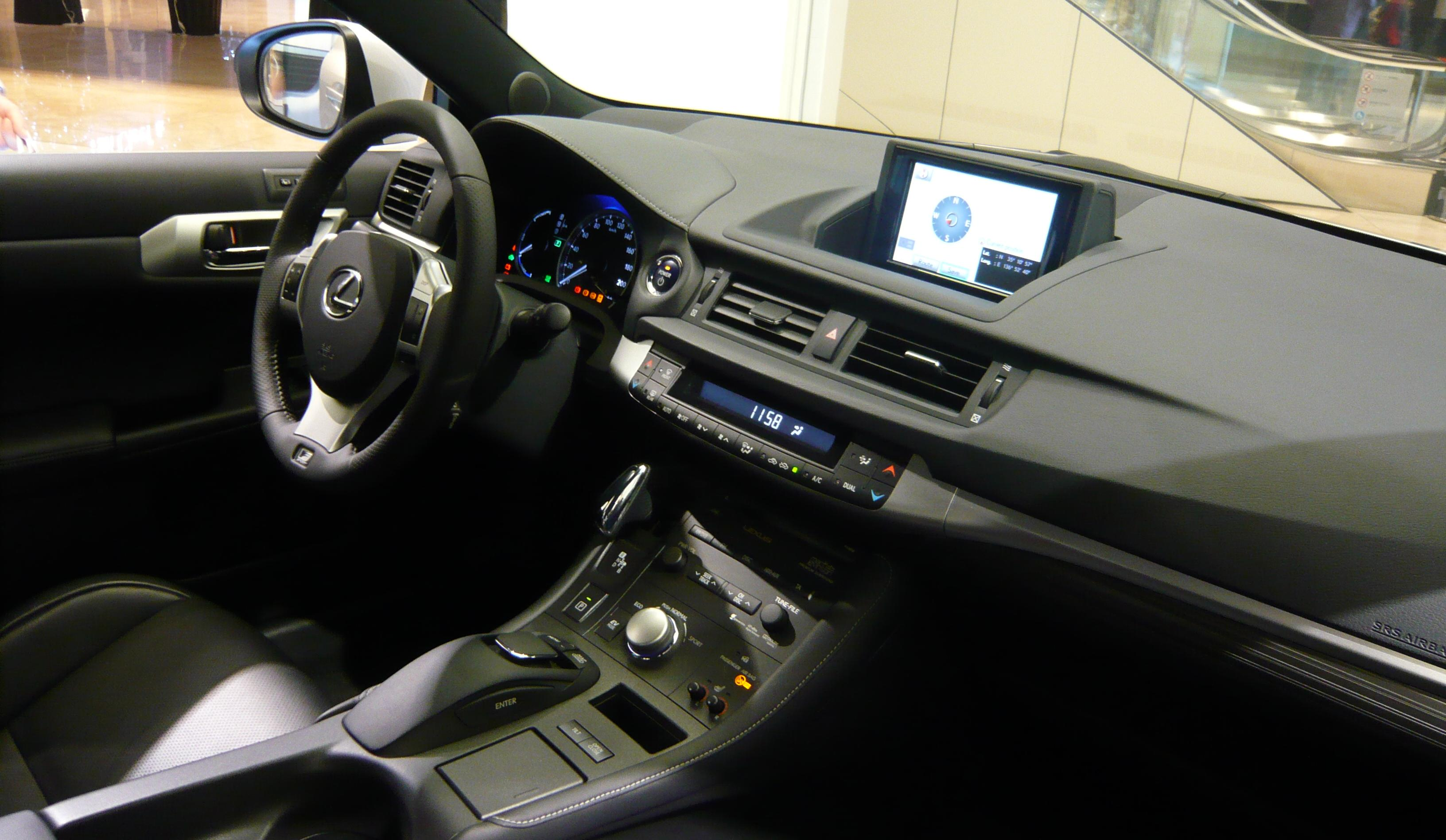
интерьер Lexus CT 200h

Lexus CT200h построен на платформе Toyota MC, которая используется также на моделях Corolla и Matrix. На CT200h установлена передняя подвеска Макферсон, задняя двухрычажная с поперечными рычагами. Предусмотрены четыре режима работы систем автомобиля в зависимости от ситуации и настроения водителя: Normal, Sport, Eco и EV. Режим Sport изменяет настройки работы двигателя и рулевого управления, делает систему контроля курсовой устойчивости менее навязчивой, максимально использует возможности силового агрегата, напряжение привода гибридной системы повышается с 500 В до максимального значения 650 В для максимального ускорения, а на приборной панели появляется тахометр, сама приборная панель меняет синий цвет подсветки на красный. Режим EV полностью выключает бензиновый двигатель, позволяя использовать только электромотор для уменьшения вредных выбросов в атмосферу.
Системы безопасности включают в себя систему курсовой устойчивости VSC, восемь подушек безопасности в базовой комплектации и систему предотвращения столкновений и адаптивным круиз-контролем за дополнительную плату. Также присутствует система оповещения о приближающимся транспортном средстве, которая издает сигнал низкой тональности пешеходам о приближающимся гибриде и система телематических услуг (Safety Connect в Северной Америке).

## Безопасность
| Euro NCAP                                     | Euro NCAP | Euro NCAP | Euro NCAP             |
| --------------------------------------------- | --------- | --------- | --------------------- |
| · общий рейтинг                               |           |           |                       |
| 94%                                           | 84%       | 55%       | 86%                   |
| взрослый пассажир                             | ребёнок   | пешеход   | активная безопасность |
| Протестированная модель: Lexus CT 200h (2011) |           |           |                       |

## Награды
- Лучший компактный автомобиль в бюджете до 35 000$ — Australiasbestcars.com[22].
- Гран-При за лучшую безопасность по версии JNCAP (Japan New Car Assessment Program)[23].
- Победитель в категории «Гибриды» 2011 года в рейтинге топливной эффективности. — AmBank Fuel Efficiency Awards[24].
- Самый надёжный автомобиль — Carbuyer Best Awards[25].
- Лучший «зелёный автомобиль» от Ассоциации транспорта Германии, 2011, 2014 и 2015—2016 года[26].